# 1984 год в науке

## События
- 5 января — Ричард Столлман начал разработку GNU.
- 24 января — в продажу поступил первый Apple Macintosh.
- 3 февраля — запуск американского КА Челленджер (STS-41B, вернулся на Землю 11 февраля).
- 2 апреля — запуск советского космического аппарата Союз Т-11 с первым индийским космонавтом Ракешем Шарма.
- 11 мая — противостояние Земли и Марса.
- 25 июля — первый выход женщины-космонавта в открытый космос. Светлана Савицкая вышла в открытый космос с борта орбитальной космической станции «Салют-7».
- август — принят в эксплуатацию Сибирский солнечный радиотелескоп.
- 30 августа — первый полёт американского космического корабля Дискавери STS-41D (до 4 сентября).
- 10 октября — на космическом корабле «Челленджер»STS-41G в космос полетел первый канадский космонавт Марк Гарно.
- 11 октября — в открытый космос вышла первая американская женщина-астронавт — Кэтрин Салливэн (полёт STS-41G на космическом корабле «Челленджер»).
- 15 декабря — запуск советской АМС Вега-1 к комете Галлея.
- 21 декабря — запуск советской АМС Вега-2 к комете Галлея.

### Новые виды животных
- Животные, описанные в 1984 году

## Награды
- Нобелевская премия:
  - Физика — Карло Руббиа, Симон ван дер Мер — «За решающий вклад в большой проект, осуществление которого привело к открытию квантов поля W и Z — переносчиков слабого взаимодействия».
  - Химия — Роберт Брюс Меррифилд — «За предложенную методологию химического синтеза на твёрдых матрицах».
  - Физиология и медицина — Нильс Ерне, Георг Кёлер, Сесар Мильштейн — «За открытие и разработку принципов выработки моноклональных антител с помощью гибридом».

- Премия Бальцана:
  - Астрофизика: Ян Хендрик Оорт (Нидерланды)
  - История литературы и литературная критика: Жан Старобинский (Швейцария)
  - Генетика: Сьюэл Райт (США)

- Премия Тьюринга
  - Никлаус Вирт — «За разработку серии инновационных компьютерных языков, ЭЙЛЕР, ALGOL-W, МОДУЛА и ПАСКАЛЬ».

- Медаль Дарвина:
  - Эрнст Майр

- Большая золотая медаль имени М. В. Ломоносова
  - Николай Николаевич Боголюбов — за выдающиеся достижения в области математики и теоретической физики.
  - Рудольф Людвиг Мёссбауэр (профессор, Федеративная Республика Германии) — за выдающиеся достижения в области физики.

## Скончались
- 8 апреля — Капица, Пётр Леонидович, советский физик, академик АН СССР.
- 9 мая – Абдулхай Хабиби, афганский историк, академик.
- 18 сентября — Бочвар, Андрей Анатольевич, советский металловед, академик АН СССР.
- 20 октября — Поль Адриен Морис Дирак, английский физик.